# Таквім-і векаї

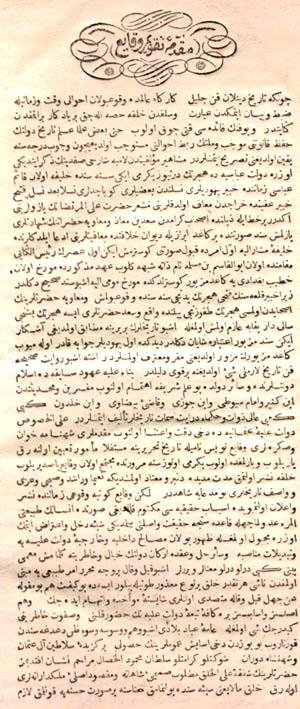
Газета «Таквім-і векаї», випуск 1831 року, османською мовою

Таквім-і векаї (осман. تقویم وقایع; тур. Takvim-i Vekayi, «Календар подій») — перша офіційна газета турецькою мовою, що випускалася в Османській імперії від 1831 року. Газета почала виходити при султані Махмуді II. В газеті друкувалися переважно декрети того часу, розпорядження султана і опис придворних свят. Газета також виходила французькою, вірменською та грецькою мовами. Грецька версія мала назву, що походить від французької Moniteur Ottoman, Othōmanikos Minytōr (Οθωμανικός Μηνύτωρ). Йоганн Штраус, автор "A Constitution for a Multilingual Empire: Translations of the Kanun-ı Esasi and Other Official Texts into Minority Languages, " заявив, що «деякі автори» заявили, що існували версії арабською та перською мовами. Офіційним редактором-видавцем «Таквім-і векаї» був Чапан-заде Агях-ефенді, директор пошт. Але, за спогадами сучасників, справжнім редактором і натхненником газети був Ібрахім Шинасі-ефенді, один з видатних сподвижників реформатора Решид-паші. Журналістом і співробітником газети «Таквім-і векаї» був поет і письменник Нузхет Мехмед-ефенді.
Газету кілька разів закривали. Остаточно вона припинила свою діяльність з виходом газети «Офіційний вісник».